# John Bostock
Joseph Bostock, mais conhecido como John Bostock (Camberwell, 15 de janeiro de 1992) é um futebolista inglês que atua como meia-atacante. Atualmente está sem clube.

## Carreira

### Crystal Palace
Bostock fez sua estréia pelo Crystal Palace em 29 de outubro de 2007, com a idade de 15 anos e 287 dias. Jogou 20 minutos, nessa partida contra o Watford (0–2). Ele se tornou assim o mais jovem jogador a atuar pelos profissionais do Palace.. Ele também se tornou o mais jovem jogador do clube a começar uma partida, em 6 de novembro do mesmo ano, com apenas 15 anos e 295 dias, contra o Cardiff City. Ainda enquanto tinha contrato com o Crystal, foi convocado à Seleção Inglesa Sub-17.

### Tottenham Hotspur
Em 30 de maio de 2008, o Tottenham Hotspur anunciou a contratação de Bostock seu seu site oficial. Entretanto, o Crystal Palace logo depois emitiu uma nota negando o acerto com os Spurs
Tottenham e Crystal Palace entrataram em negociação sobre o valor da transferência, mas o acerto não pôde ser alcançado, faznedo com que o montante fosse decidido por um tribunal. Em 9 de julho, o tribunal declarou que o Tottenham pagaria £700.000 por Bostock, com pagamentos extras de £1.25M, dependendo dos jogos em que o atleta atuasse e uma quantia de £200.000 deveria ser paga quando ele fosse convocado para a seleção pela primeira vez. Uma cláusula ainda previa que o Crystal Palace receberia 15% de qualquer negociação futura do jogador. O presidente do Palace, Simon Jordan disse que ele está tão desgostoso com Bostock e seu padrasto que avisou que os dois não são mais bem-vindos no Selhurst Park.
Bostock fez sua estreia pelos Spurs em um 8-0 contra o Tavernes, fazendo um cruzamento para Aaron Lennon marcar um gol. Sua estréia em jogos oficiais pleo Tottenham ocorreu em 6 de novembro de 2008, quando Bostock entrou no,ugar de David Bentley, aos 79 minutos de partida, contra o Dínamo de Zagreb, em jogo válido pela Copa da UEFA de 2008-09. A partida terminou com o placar de 4 a 0 para os ingleses. Bostock tornou-se, assim, o mais jovem jogador a atuar em uma partida oficial pelo Tottenham.

## Honras
Crystal Palace
- Victory Shield: 2006